# Прибрежная улица (Санкт-Петербург)
Прибре́жная улица — улица в Невском районе Санкт-Петербурга. Проходит от Рыбацкого проспекта к железнодорожной станции Рыбацкое и одноимённой станции метро.

## История
Когда-то[когда?] Прибрежная улица состояла из двух небольших улиц: Советской — от Невы до проспекта Володарского (ныне Шлиссельбургский проспект) и Пионерской — от проспекта Володарского до железной дороги. Первая из них до того, как стать Советской, с начала XX века до 1930-х годов именовалась Аблиным переулком, по фамилии домовладельца. Одна улица не была продолжением другой — Советская улица шла по нечётной стороне современной широкой магистрали, Пионерская — по чётной.
12 ноября 1962 года в целях устранения одинаковых названий Советскую улицу переименовали в Прибрежный переулок, Пионерскую — в улицу Пограничников. А 23 февраля 1987 года при реконструкции Рыбацкого обеим улицам установили одни и те же границы — от Рыбацкого проспекта до Тепловозной улицы, сделав между ними бульвар. Улица Пограничников при этом сохранила своё название, а Прибрежная превратилась в улицу Кодацкого, в честь Ивана Фёдоровича Кодацкого. Фактически образовалась одна улица, у которой две стороны имели разные имена. 7 июля 1993 года ей присвоили предыдущее название одной из её частей — Прибрежная.

## Здания и сооружения
- Храм Рождества Пресвятой Богородицы в Рыбацком
- школа № 574
- детский сад № 126
- памятник пожарным